# Zákon o veterinární péči
Zákon o veterinární péči je zákon, který byl vyhlášen ve Sbírce zákonů pod č. 166/1999 Sb. a jeho plný název zní zákon o veterinární péči a o změně některých souvisejících zákonů (veterinární zákon). Plné znění zákona bylo vyhlášeno pod č. 286/2003 Sb.
Tento zákon stanovuje v souladu s právem Evropských společenství požadavky veterinární péče na chov a zdraví zvířat a na živočišné produkty, upravuje práva a povinnosti fyzických a právnických osob, soustavu, působnost a pravomoc orgánů vykonávajících státní správu v oblasti veterinární péče, jakož i některé odborné veterinární činnosti a jejich výkon.

## Povinnosti chovatele
Majitel zvíře vlastní, zatímco chovatel se o zvíře stará, avšak oba jsou za zvíře zodpovědní. Dřív bylo z právního hlediska zvíře majetek. Člověk si ho mohl koupit, dělat si s ním co chtěl (až na týrání), kdykoli ho utratit.
Dnes s koupí zvířete majitel kupuje i povinnost se o zvíře starat: zvíře evidovat, chovat v podmínkách daných předpisy (welfare), správně napájet a krmit, poskytnout mu odpovídající zdravotní péči, chránit ho, zabezpečit. Zbavit se ho lze prodejem či utracením (lege artis), a to jen v odůvodněných případech.
Chovatel může být kontrolován a to na veřejných místech i v místech, kde je zvíře chováno. Dohlížecím orgánem je stát. Stát v tomto případě zastupuje mnoho úředníků a institucí jako je policie, obecní úřad, Ministerstvo zemědělství České republiky nebo Ministerstvo životního prostředí České republiky. Kontrolu nad chovatelem má každý občan či organizace, která má za povinnost nahlásit zjevné porušení zákonů (například podezření na týrání, na nevhodnou výživu či ustájení, na zabití zvířete nebo odstranění kadáveru nelegálním způsobem).
Způsob chovu dřív běžný může být dnes trestný. Například uvázat psa k boudě natrvalo je trestné. Ustájit zvíře v malé stáji (či bez kolektivu ostatních zvířat) je trestné. Chovat podvyživená zvířata je trestné. Neléčit zjevně nemocné zvíře je trestné. Neprovádět prevenci (např. odčervení, odblešení, povinnou vakcinaci) je trestné.[zdroj?]
Chovatel hospodářských zvířat je navíc povinen:
- zabezpečit provádění zdravotních zkoušek ve lhůtách daných Ministerstvem zemědělství ČR
- zabezpečit hygienu plemenitby a její evidenci
- zabezpečit ustájení a výživu dle směrnic EU a ČR
- zabezpečit chov proti zavlečení nákazy
- léčit jen schválenými léky, které podávají kvalifikované osoby, vést o tom evidenci, poskytnout ji státní veterinární správě
- 7 dní před započetím chovu či před jeho ukončením to nahlásit SVS

### Čipování a evidence psů
Chovatelé psů jsou od účinnosti novely zákona, tedy ode dne 15.01.2020  povinni "zajistit označení psa čipem do 3 měsíců věku, nejpozději však před přechodem k novému majiteli" a dále "zajistit, aby identifikační číslo psa bylo zaznamenáno v dokladu o očkování psa" (nyní Pas zvířete v zájmovém chovu neboli pet passport).
Novela zákona z roku 2017 nezavedla povinný zápis do jakéhokoli registru psů. Obec si však může povinnost evidence stanovit vyhláškou. Podle další novely veterinárního zákona vznikne státem vedená centrální evidence psů v Česku k 1. lednu 2022. Spravovat ji bude SVS.

## Přemisťování zvířat
Chovatel je povinen vyžádat si před přesunem veterinární osvědčení (vystaví soukromý veterinář, potvrdí okresní veterinární správa). Při přesunech společenských zvířat (psi, kočky, koně) může být veterinární osvědčení nahrazeno zdravotním průkazem (pasem, očkovacím průkazem) a při přesunech drůbeže, selat do 3 měsíců stáří, měkkýšů, korýšů atd. se veterinární osvědčení nevyžaduje. Hospodářské zvíře smí přepravovat jen osoba s pověřením a to v dopravním prostředku k tomu schváleném.

## Nebezpečná nákaza
Při podezření z výskytu nebezpečné nákazy je chovatel povinen zavolat veterinárního lékaře a zabezpečit chov. Musí zabránit šíření nákazy. Dále se řídí pokyny SVS. Mimořádná veterinární opatření stanoví přesně co má chovatel dělat.

## Zdravotní nezávadnost živočišných produktů
Produkty určené pro lidskou spotřebu musí být zdravotně nezávadné, splňovat normy (mimo jiné maximální hladiny cizorodých látek). Smí je zpracovávat a veřejně prodávat pouze schválené osoby s patřičným vybavením (chladicí technika, hygienické standardy). Za prodej zdravotně závadných potravin (například obsahujících patogenní bakterie), jsou vysoké pokuty, hrozí i vězení.
Mlékárny: Mléko je v ČR povinně pasterováno, až poté se z něj vyrábí mléčné výrobky. Nepasterované mléko a výrobky (farmářské speciality) mohou být prodávány pouze výrobcem přímo spotřebiteli v místě výroby, pokud to povolí krajská veterinární správa, ale nesmí být dodávány k veřejnému stravování či na maloobchodní trh (obsahuje živé bakterie jako např. escherichia coli).
Jatka: Na jatka v ČR nesmí být dodány březí krávy (například v Polsku a Rakousku je to povoleno, v Německu nesmí být v třetím trimestru gravidity). Zvířata musí být nejprve omráčena, až pak vykrvena (rituální porážka halal a košer je tímto zákonem zakázána). Domácí porážka je povolena pouze pokud je maso určeno pro vlastní spotřebu (nesmí se prodávat), ale i u ní musí chovatel doložit, že odvezl obligatorní konfiskáty (kopyta, rohy, hlava, kosti) do kafilérie. Toto maso podléhá veterinární kontrole.
Vyhláška č. 287/1999 Sb., o veterinárních požadavcích na živočišné produkty, stanoví, co přesně je nezávadný živočišný produkt.

## Veterinární asanace
Stanovují se podmínky svozu kadáverů a způsobu jejich neškodné likvidace.
Stanovují se podmínky pro odchyt zatoulaných psů a koček, provozování útulků.

## Správní delikty
Stanovuje se výše pokut pro jednotlivé delikty. Státní veterinární správa uděluje v kategorii běžných deliktů pokutu pro fyzické osoby až do výše 10 tisíc Kč. U závažných deliktů může dát fyzické osobě až 50 tisíc Kč jednorázové pokuty. U právnických osob se pokuty pohybují až do výše několika milionů.